# Храпек, Михал
Михал Храпек (пол. Michał Chrapek; 3 апреля 1992, Явожно, Польша) — польский футболист, полузащитник клуба «Шлёнск».

## Биография
Храпек начал тренироваться в семилетнем возрасте. Первоначально первые три года играл за клуб внеклассной работы с детьми. В нём он играл на позиции правого защитника. Потом перешёл в явожинскую «Викторию». В этом клубе он играл на позиции центрального полузащитника. Играя в кадетском составе «Виктории», исполнял функции капитана.

### Клубная карьера
В 2007 году стал игроком краковской «Вислы», в которой сначала выступал в юниорских составах. В 2007/2008 с командой младших юниоров, которую тогда тренировал Казимеж Москаль, стал чемпионом Малопольши. Играя за юниоров Вислы попал в сборную Малопольши 1992 года рождения. Со сборной стал чемпионом Польши и завоевал кубок К. Дейны во время финального турнира в Вечборке. В финальном матче с параллельной сборной Мазовии забил два мяча.
В октябре 2008 года был приглашён тренером «Вислы» Мацеем Скожем на тренировки основного состава клуба. С первым составом тренировался до конца года. В феврале 2009 года поехал с командой на сборы в Испанию. 15 марта 2009 года сыграл свой первый матч в молодёжном составе «Вислы».
В июле 2009 года был включён в основной состав клуба. В Экстракласе дебютировал 11 декабря в матче с «Заглембе» (Любин).
В сезоне 2011/12 был отдан в аренду в «Колеяж» (Струже), в котором провёл 30 матчей в первой лиге, практически всегда в основном составе, и забил 3 мяча.

### Карьера в сборной
Храпек выступал в юниорских сборных Польши до 17 и до 19 лет. В августе 2008 года играл за Сборную Польши (до 17 лет) во всех трёх матчах первого группового раунда отборочного турнира к чемпионату Европы до-17 в Германии, с Черногорией, Болгарией и Азербайджаном. Во всех трёх матчах выходил на замену. Поляки заняли первое место в отборочной группе и прошли во второй раунд отбора. На этом уровне Храпек сыграл с основном составе сборной в матчах против Словении и Швейцарии. Поляки заняли в итоге второе место в своей подгруппе и не прошли дальше.
В августе 2009 года Храпек выступил за сборную Польши (до 18 лет) в двух товарищеских матчах со сборной Швейцарии.
16 сентября 2009 года впервые вышел на поле в составе сборной Польши (до 19 лет), в товарищеском матче с греками.